# Irina Loghin
Irina Loghin (19 febbraio 1939) è una cantante e politica rumena.

## Biografia
Nata a Gura Vitioarei, nel distretto di Prahova, ha avuto una carriera come solista di musica popolare. Ha fatto il suo debutto radiofonico nel 1963, e nel 1967 ha iniziato una coppia di successo con Benone Sinulescu. Nei primi anni '80, a causa di un desiderio espresso da Elena Ceaușescu, gelosa della popolarità di Loghin, a quest'ultima era vietato esibirsi sul palco e non è stato possibile farlo fino a dopo la rivoluzione rumena. È entrata a far parte del Partito Romania Grande nel 1998, e nel 2000 è stata eletta alla Camera dei deputati per un seggio nel distretto di Dolj. Nel 2004, fu eletta al Senato per un seggio nel distretto di Giurgiu.